# I pascoli dell'odio
I pascoli dell'odio (Santa Fe Trail) è un film del 1940 diretto da Michael Curtiz.
È un western statunitense con Errol Flynn, Olivia de Havilland e Ronald Reagan.
Nonostante le numerose inesattezze storiche, la pellicola fu uno dei successi di botteghino di quell'anno e segnò la settima collaborazione tra la coppia Flynn-De Havilland. 
Contrariamente a quel che farebbe pensare il suo titolo originale (Santa Fe Trail), la pellicola non ha nulla a che fare con la celebre via commerciale Santa Fe Trail, narrando invece la storia degli inizi della carriera di due giovani e brillanti comandanti di cavalleria: Jeb Stuart (interpretato da Errol Flynn), che sarebbe divenuto generale dell'Esercito Confederato durante la guerra di secessione americana, e George Armstrong Custer (interpretato da Ronald Reagan), che avrebbe raggiunto la fama come comandante di cavalleria dell'Esercito Unionista e poi soprattutto durante le guerre indiane.
Il giovane Stuart entrerà in contrasto con l'amico Custer a causa della rivalità in amore per la giovane Kit Carson Holliday (Olivia de Havilland), personaggio del tutto fittizio. Stuart prenderà parte anche alla lotta contro l'attivista per i diritti degli schiavi John Brown, interpretato da Raymond Massey.

## Trama
Il governo degli Stati Uniti d'America, Paese ai tempi dell'azione (1854-1859) ancora in stato di formazione, aveva la sua strategia prediletta per affrontare l'annoso problema della schiavitù: consistente, nella fattispecie, nell'attendere che il Territorio del Kansas decidesse autonomamente di entrare a far parte dell'unione come stato schiavista o antischiavista. John Brown, dopo trent'anni di lotte senza risultati apprezzabili, aveva una strategia diversa, che, mentre si impegnava a far fuggire schiavi neri verso territori ospitali, non rinunciava alla lotta armata.
Non c'è da stupirsi, quindi, se all'interno dell'Accademia di West Point non fosse ammessa la propaganda abolizionista, come quella portata avanti dal cadetto Carl Rader, che per tale motivo viene espulso dalla prestigiosa scuola a pochi giorni dal diploma. I suoi compagni di classe Jeb Stuart e George Custer, dopo la laurea, vengono inviati nel punto nevralgico della politica americana del tempo, Fort Leavenworth, nel mezzo del Bleeding Kansas agitato dalle azioni cruente di John Brown e dei suoi avversari. I due neodiplomati incontrano qui Cyrus K. Holliday, l'imprenditore che sta attendendo tempi propizi per portare a termine il business di costruire la ferrovia che da lì avrebbe portato a Santa Fe, ed entrambi si innamorano di sua figlia, curiosamente chiamata (in onore di Kit Carson, vecchia conoscenza del padre), Kit Carson Holliday.
Durante un attacco di John Brown e dei suoi uomini, (fra i quali figura ora - arruolato grazie alle sue competenze militari - anche Carl Rader) ai danni di un convoglio governativo condotto da Stuart e Custer, viene catturato da questi ultimi il figlio quindicenne di Brown, Jason, gravemente ferito, che, prima di spirare, rivela ai governativi il nuovo quartier generale del padre, a Palmyra, sede della cosiddetta ferrovia sotterranea, la rete di connessioni geografiche e personali che permetteva a un gran numero di schiavi di fuggire. Jeb Stuart decide allora di recarsi, travestito, a Palmyra; qui però viene scoperto da John Brown che lo cattura. Un attacco dei governativi capeggiati da Custer riesce a liberarlo, e nello stesso tempo pone in serio pericolo l'organizzazione di John Brown, che lascia la località. Ciò significa, tra l'altro, una liberazione del capitale privato per nuove prospettive, e Cyrus K. Holliday inizia la costruzione della ferrovia.
È quindi passato qualche anno e, con il Kansas riappacificato, Stuart e Custer vengono promossi a capitani. Prima di lasciare la località alla volta di Washington, gli ufficiali consultano una chiaroveggente indiana, che fa loro intendere che i problemi riguardanti John Brown non sono ancora finiti, facendo pensare che sia in parte a lui dovuto lo scoppio della successiva guerra civile.
Brown si è ritirato con in suoi seguaci, fra i quali Carl Rader, in un territorio non lontano dalla capitale federale, e sta progettando la decisiva azione dell'attacco contro l'arsenale governativo di Harpers Ferry. Rader tuttavia ha un ennesimo scontro con il capo carismatico, che non vuole riconoscergli i meriti (e gli introiti) guadagnati come mercenario. Carl Rader decide quindi di eporre il piano segreto di John Brown agli ex-compagni Stuart e Custer, raggiungendoli durante un ballo di gala a Washington (nel quale Kit Carson Holliday sceglie definitivamente uno dei suoi due pretendenti).
I governativi intervengono quindi e, in un fitto sconto a fuoco in cui Rader trova la morte, riescono a sventare l'attacco e a catturare John Brown, che viene impiccato di lì a poco.

## Produzione
Il film fu prodotto dalla Warner Bros. Pictures Inc..